# Campionati di pugilato dilettanti dell'Unione europea 2005
I Campionati di pugilato dilettanti dell'Unione europea maschili 2005 si sono tenuti a Cagliari, Italia, dal 4 all'11 giugno 2005. È stata la 3ª edizione della competizione annuale organizzata dall'EABA.

## Risultati
| Categoria                   | Oro                         | Argento                       | Bronzo                                              |
| --------------------------- | --------------------------- | ----------------------------- | --------------------------------------------------- |
| Pesi minimosca (kg 48)      | Alfonso Pinto Italia        | Iulius Poczo Romania          | Krastan Krastanov Bulgaria Lukasz Maszczyk Polonia  |
| Pesi mosca (kg 51)          | Sofiane Takoucht Francia    | Andrzej Rżany Polonia         | Salim Salimov Bulgaria Don Broadhurst Inghilterra   |
| Pesi gallo (kg 54)          | Detelin Dalakliev Bulgaria  | Daniel Enache Romania         | Ozgur Yildirim Turchia Wilhelm Gratschow Germania   |
| Pesi piuma (kg 57)          | Alexey Shaydulin Bulgaria   | Daouda Sow Francia            | Vasile Sandu Romania Andrzej Liczik Polonia         |
| Pesi leggeri (kg 60)        | Domenico Valentino Italia   | Krzysztof Szot Polonia        | Filip Palic Croazia Frankie Gavin Inghilterra       |
| Pesi superleggeri (kg 64)   | Gyula Káté Ungheria         | Carmine Cirillo Italia        | Sipal Onder Turchia Mariusz Koperski Polonia        |
| Pesi welter (kg 69)         | Neil Perkins Inghilterra    | Istvan Szili Ungheria         | Borna Katalinic Croazia Aleksandrs Sotniks Lettonia |
| Pesi medi (kg 75)           | Nikolajs Grisunins Lettonia | Gary Barr Inghilterra         | Artur Zwarycz Polonia Roland Gavril Romania         |
| Pesi mediomassimi (kg 81)   | Kenneth Egan Irlanda        | Marijo Šivolija Croazia       | István Szucs Ungheria Tony Jeffries Inghilterra     |
| Pesi massimi (kg 91)        | Clemente Russo Italia       | Lukas Viktora Repubblica Ceca | Vedran Ðipalo Croazia Alexander Povernov Germania   |
| Pesi supermassimi (kg 91 +) | Roberto Cammarelle Italia   | Kubrat Pulev Bulgaria         | Csaba Kurtucz Ungheria Kurban Gunebakan Turchia     |

## Medagliere
| Posizione | Paese       | Oro | Argento | Bronzo | Totale |
| --------- | ----------- | --- | ------- | ------ | ------ |
| 1         | Italia      | 4   | 1       | 0      | 5      |
| 2         | Bulgaria    | 2   | 1       | 2      | 5      |
| 3         | Inghilterra | 1   | 1       | 3      | 5      |
| 4         | Ungheria    | 1   | 1       | 2      | 4      |
| 5         | Francia     | 1   | 1       | 0      | 2      |
| 6         | Lettonia    | 1   | 0       | 1      | 2      |
| 7         | Irlanda     | 1   | 0       | 0      | 1      |
| 8         | Polonia     | 0   | 2       | 4      | 6      |
| 9         | Romania     | 0   | 2       | 2      | 4      |
| 10        | Croazia     | 0   | 1       | 3      | 4      |
| 11        | Rep. Ceca   | 0   | 1       | 0      | 1      |
| 12        | Turchia     | 0   | 0       | 3      | 3      |
| 13        | Germania    | 0   | 0       | 2      | 2      |
|           | Totale      | 11  | 11      | 22     | 44     |